# Antonio Sciorilli
Antonio Sciorilli (Sant'Eusanio del Sangro, 17 giugno 1916 – Sant'Eusanio del Sangro, 26 agosto 1994) è stato un militare italiano insignito della medaglia d'oro al valor militare a vivente nel corso della seconda guerra mondiale.

## Biografia
Nacque a Sant'Eusanio del Sangro il 17 giugno 1916, figlio di Nicolò e di Giulietta De Vitis. 
Dal maggio 1937 all'agosto 1938 prestò servizio militare di leva nel Regio Esercito presso il Distretto militare di Cuneo. Nel giugno 1940, richiamato in servizio attivo venne assegnato al XXXVI Battaglione distrettuale di Roma, nell'agosto 1941 fu trasferito all'82º Reggimento fanteria "Torino" a Bracciano dove fu promosso caporale. Passato nel dicembre dello stesso anno all'80º Reggimento fanteria "Pasubio", nel gennaio 1942 partì per l'Unione Sovietica. Promosso caporale maggiore nel luglio 1942 e nominato caposquadra fucilieri, fu gravemente ferito al viso in combattimento sul Don il 16 dicembre, durante la seconda battaglia difensiva del Don, riportando la perdita totale della vista. Ricoverato all'ospedale militare di riserva di Stalino, rientrò in Italia il 20 gennaio 1943 per essere ricoverato all'ospedale militare del Celio di Roma. Aiutante di battaglia per meriti di guerra, venne dimesso il 30 marzo e collocato in congedo assoluto il 30 giugno del 1943. Nominato componente della Commissione Esecutiva dell'Associazione nazionale mutilati e invalidi di guerra, fu presidente della sezione di Roma. Si spense a Sant'Eusanio del Sangro il 26 agosto 1994.